# Cassiopeia (filha de Árabo)
Cassiopeia, segundo interpretações modernas da mitologia grega, foi uma filha de Árabo, o epônimo da Arábia, e foi casada com Fênix, epônimo dos fenícios. Não deve ser confundida com a mãe de Andrómeda.
As fontes antigas sobre Cassiopeia estão em fragmentos de Hesíodo, citado por outros autores, e em escólios.
Fênix, filho de Agenor, e Cassiopeia foram os pais de Fineu, que, segundo outra versão, era filho de Agenor. Outro filho de Cassiopeia, com Zeus, foi Atímnio, um rapaz muito belo que foi amado por Minos e Sarpedão, e foi a causa da briga entre os irmãos.
Árabo era filho de Hermes  com Trônia, filha de Belo; Árabo deu o nome à Arábia.
Segundo W. Preston, havia dois personagens de nome Fineu, um filho de Fênix e neto de Agenor, e outro, o personagem da história dos Argonautas, filho de outro Agenor, descendente na sétima geração de Fênix. O mais antigo Fineu era filho de Fênix e Cassiopeia, sendo seus avôs, respectivamente, Agenor e Árabo. Fênix e Cassiopeia tiveram três filhos, Cílix, Fineu e Dóriclo, e, nominalmente, Atímnio, que era, de fato, filho de Zeus.
Segundo Adolf Bastian, Cassiopeia, filha de Árabo, se casou com Fênix, e desta união nasceu Cassiopeia, a esposa de Cefeu.